# Jānis Miņins
Jānis Miņins (Kuldīga, URSS, 15 de agosto de 1980) es un deportista letón que compitió en bobsleigh en las modalidades doble y cuádruple.
Ganó una medalla de bronce en el Campeonato Mundial de Bobsleigh de 2009 y una medalla de oro en el Campeonato Europeo de Bobsleigh de 2008. Participó en los Juegos Olímpicos de Turín 2006, ocupando el sexto lugar en la prueba doble.

## Palmarés internacional
| Campeonato Mundial | Campeonato Mundial           | Campeonato Mundial | Campeonato Mundial |
| Año                | Lugar                        | Medalla            | Prueba             |
| ------------------ | ---------------------------- | ------------------ | ------------------ |
| 2009               | Lake Placid (Estados Unidos) | Medalla de bronce  | Cuádruple          |
| Campeonato Europeo |                              |                    |                    |
| Año                | Lugar                        | Medalla            | Prueba             |
| 2008               | Cesana (Italia)              | Medalla de oro     | Cuádruple          |